# الحرية الدينية في بنما
ينصّ دستور بنما على الحرية الدينية، إلى جانب بعض المؤهلات والقوانين والسياسات الأخرى التي تساهم في الممارسة الدينية الحرة عمومًا. يحمي القانون هذا الحق بالكامل في وجه أي انتهاك على جميع المستويات، سواء من قبل الجهات الحكومية أو الخاصة. تحترم الحكومة عمومًا الحرية الدينية في الممارسة العملية. لم تتلقَّ الحكومة الأمريكية أي تقارير تفيد بوجود انتهاكات اجتماعية أو تمييز قائم على أساس الانتماء أو المعتقد أو الممارسة الدينية في عام 2007.

## الديموغرافيا الدينية
لا تجمع الحكومة أي إحصاءات حول الانتماء الديني، إلا أنه يوجد مصادر مختلفة تقدّر نسبة الأشخاص الذين يُعرّفون عن أنفسهم على أنهم روم كاثوليك بنحو 75-80% من السكان، بينما تصل نسبة الأشخاص المسيحيين الإنجيليين إلى 15-25% من السكان. تشمل قائمة المجموعات الدينية التي تمتلك عددًا قليلًا من الأتباع كل من كنيسة يسوع المسيح لقدّيسي الأيام الأخيرة التي يُقدّر عدد أتباعها بنحو 42,000 عضو، والسبتيين وشهود يهوه والأسقفيين الذين يتراوح عدد أتباعهم بين 7000 و10,000 عضوًا، وبعض المجتمعات اليهودية والمسلمة التي يبلغ عدد أتباعها نحو 10,000 عضوًا. بنت حركة الجماعة الأحمدية الإسلامية أول مسجد في البلاد في عام 1930. هناك عدد قليل من أتباع الهندوسية والبوذية والراستافارية والطوائف المسيحية الأخرى. أبقى البهائيون المحليون على أحد دور العبادة البهائية السبعة في العالم. تشمل قائمة الديانات الأصلية كلًا من إيبورجون (في أوساط الكونا) وماما تاتا (في أوساط النغوبي).

## وضع الحرية الدينية الرسمي
ينصّ الدستور على الحرية الدينية، شريطة احترام «الأخلاق المسيحية والنظام العام». ساهمت القوانين والسياسات الأخرى في ترسيخ الممارسة الدينية الحرة عمومًا. يحمي القانون هذا الحق بالكامل ضد الانتهاكات على جميع المستويات، سواء من جانب الجهات الحكومية أو الخاصة.
تتمتّع الكاثوليكية ببعض المزايا التي تقرّها الدولة مقارنةً بالديانات الأخرى. يعترف الدستور بالكاثوليكية بوصفها «دين أغلبية» المواطنين، لكنّه لا يُدرجها بمثابة دين رسمي للدولة.
تعد الدولة يوم الجمعة الحزينة ويوم عيد الميلاد عطلة رسمية في البلاد. 
ينصّ الدستور على تمتّع الجمعيات الدينية «بالأهلية القانونية»، بالإضافة إلى تمتّعها بحرية تنظيمها وإدارتها لممتلكاتها ضمن الحدود التي ينصّ عليها القانون، كما هو الحال مع «الشخصيات الاعتبارية» الأخرى. تمنح وزارة الشؤون الحكومية والعدل «الشخصية القانونية» بموجب عملية بسيطة شفافة نسبيًا. تتيح الشخصية القانونية للمجموعات الدينية التقدّم بطلب للحصول على جميع المزايا الضريبية المتاحة للمنظّمات غير الربحية. لم يُبلغ عن أي حالات حُرمت فيها المنظمات الدينية من الشخصية الاعتبارية أو المزايا الضريبية المرتبطة بها.
تمنح الدولة معظم العاملين الدينيين الأجانب تأشيرات مؤقتة بصفتهم عمّال تبشيريين مدة 3 أشهر. عادةً ما تمنحهم تمديدًا مدة 12 شهرًا، لكنّه يستغرق عدة أشهر لإكماله. يجب على المبشرين الأجانب ممّن يعتزمون البقاء لفترة تفوق 15 شهرًا تكرار عملية التقديم هذه بأكملها، إلا أنه عادةً ما تُمنح هذه التمديدات الإضافية. يُعد كل من الكهنة والراهبات مؤهلين للحصول على تأشيرة خاصة مدّتها 5 سنوات. 
ينصّ الدستور على تعليم الكاثوليكية في المدارس العامة، ومع ذلك، يمتلك الآباء الحق في إعفاء أطفالهم من التعليم الديني. لا تضرّ الغلبة العددية الكاثوليكية أو المراعاة الممنوحة لها بموجب الدستور بأي مجموعة دينية أخرى.
غالبًا ما تحترم الحكومة الحرية الدينية عمومًا في الممارسة العملية.
يحدّ الدستور من المناصب العامة التي قد يشغلها الزعماء الدينيون لصالح أولئك المهتمين بالمساعدة الاجتماعية والتعليم والبحث العلمي.
لم تتلقّ الحكومة الأمريكية أي تقارير عن سجناء أو محتجزين دينيين في البلاد، أو تقارير عن تحوّل ديني قسري في عام 2007.